# Chikkudli, Shimoga
Chikkudli là một làng thuộc tehsil Shimoga, huyện Shimoga, bang Karnataka, Ấn Độ.